# Curran (Illinois)
Curran – wieś w Stanach Zjednoczonych, w stanie Illinois, w hrabstwie Sangamon.